# Gilbert Range
Die Gilbert Range liegt im Südosten von Queensland in Australien. Das Bergland befindet sich 390 Kilometer von Brisbane und 37 Kilometer von Taroom entfernt. Die Gilbert Range im Atherton Tablelands, einem Teilgebirge der Great Dividing Range, erreicht eine Höhe von etwa 330 Metern über dem Meeresspiegel.
Entdeckt wurde das Bergland Ende 1844 von dem preußischen Entdeckungsreisenden Ludwig Leichhardt. Er benannte es im Verlauf seiner ersten Australienexpedition von 1844 bis 1845 nach einem britischen Expeditionsmitglied, dem Naturforscher John Gilbert. Gilbert kam am 28. Juni 1845 durch einen Angriff von Aborigines ums Leben. Leichhardt benannte auch den in der Gilbert Range entspringenden Gilbert River nach ihm.
In dem Bergland kommt der Gilbert-Range-Quarzit vor, der stratigraphisch der Burra Group zugeordnet ist, die im späten Ordovicium entstand.